# Kotaleh Kamar
Kotaleh Kamar (persiska: کتله کمر) är en ort i Iran.   Den ligger i provinsen Östazarbaijan, i den nordvästra delen av landet, 500 km väster om huvudstaden Teheran. Kotaleh Kamar ligger 1 642 meter över havet och antalet invånare är 106.
Terrängen runt Kotaleh Kamar är platt åt sydost, men åt nordväst är den kuperad. Runt Kotaleh Kamar är det ganska glesbefolkat, med 22 invånare per kvadratkilometer. Närmaste större samhälle är Ālāqīyeh, 1,8 km sydost om Kotaleh Kamar. Trakten runt Kotaleh Kamar består i huvudsak av gräsmarker.